# شاپور اعتماد
شاپور اعتماد (زادهٔ ۱۳۳۰) پژوهشگر حوزه فلسفه و عضو گروه مطالعات علم مؤسسه پژوهشی حکمت و فلسفه ایران است.
شاپور اعتماد دوره دکتری را در سال ۱۳۶۴ در رشته سیبرنتیک در دانشگاه برونل لندن به پایان برد. حوزه پژوهش او فلسفه علم است و فعالیت‌هایی در زمینه علم‌سنجی در سطح کشور انجام داده‌است. اعتماد مدتی رئیس مرکز تحقیقات سیاست علمی کشور بود.